# Bocian sinodzioby
Bocian sinodzioby (Ciconia maguari) – gatunek dużego ptaka z rodziny bocianów (Ciconiidae), zamieszkujący Amerykę Południową. Nie wyróżnia się podgatunków. Nie jest zagrożony.
WyglądMa prosty, szary dziób z ciemnoczerwoną końcówką. Nogi i stopy czerwone. Naga jasnoczerwona skóra wokół oczu i na kantarku. Reszta upierzenia biała, z wyjątkiem ogona, dolnej części grzbietu, dużych pokryw skrzydłowych i lotek, które są czarne. Tęczówka jasnożółta. Samice upierzeniem przypominają samce.
RozmiaryDługość ciała 97–110 cm. Rozpiętość skrzydeł 150–180 cm. Średnia masa ciała: samce 4,2 kg, samice 3,8 kg.
Zasięg, środowiskoGłównie spotkać go można na wschód od Andów – od Kolumbii, Wenezueli, Gujany i północnej Brazylii po środkową Argentynę. Sporadycznie zalatuje z Argentyny do Chile nad Andami. Zamieszkuje tereny otwarte, głównie na nizinach. W Boliwii spotykany do 2500 m n.p.m.
ZachowanieZwykle spotykany w grupach lub samotnie, czasami z innymi gatunkami. Bardzo często krąży w powietrzu.
StatusMiędzynarodowa Unia Ochrony Przyrody (IUCN) uznaje bociana sinodziobego za gatunek najmniejszej troski (LC, least concern) nieprzerwanie od 1988 roku. Trend liczebności populacji uznawany jest za stabilny ze względu na brak istotnych zagrożeń czy dowodów na spadki liczebności.